# Холице (Пардубице)
Холице (чеш. Holice) град је у Чешкој Републици. Град се налази у управној јединици Пардубички крај, у оквиру којег припада округу Пардубице.

## Становништво
Према подацима о броју становника из 2014. године град је имао 6.498 становника.